# Bacillota
A Bacillota (korábban Firmicutes, a latin firmus, erős és cutis, bőr szavakból, a sejtfalra utalva) a baktériumok egy törzse. Az ide tartozó fajok többsége Gram-pozitív sejtfalszerkezettel rendelkezik. Néhány csoportjuknak azonban – ilyenek az Acidaminococcaceae családba tartozó Megasphaera, Pectinatus, Selenomonas és Zymophilus nemzetségek – porózus külső membrán-félesége van, ami miatt Gram-negatívra festődnek. Valamikor úgy definiálták a Firmicutest, hogy minden Gram-pozitív baktériumot tartalmazzon, nemrégiben azonban újradefiniálták a csoportot, és jelenleg a sejtfallal rendelkező baktériumok közül az alacsony GC-tartalommal bírók központi helyzetű csoportja, az Actinobacteria csoporttal szemben. Gömbölyded (coccus, tsz. cocci) vagy rúd formájúak.
Sok Bacillota-faj képes nyugvó állapotú képleteket, ún. endospórákat képezni, ami ellenálló a kiszáradással és más extrém környezeti feltételekkel szemben. Mindenféle környezetben megtalálhatók, néhány fontos kórokozó is ide tartozik. A Heliobacteria csoport képes a fotoszintézisre is.

## Osztályok
A törzset hagyományosan az anaerob Clostridia, az obligát vagy fakultatív aerob Bacilli, és a ma már a Tenericutes törzsbe sorolt Mollicutes osztályra osztották.
Filogenetikus vizsgálatokon az első két csoport para- vagy polifiletikusnak bizonyul, ahogy a fő nemzetségeik, a Clostridium és a Bacillus is.
Emiatt ezeknek a csoportoknak a rendszertanában jelentős változások várhatóak.

## Nemzetségek
2016-ig több mint 274 nemzetséget írtak le a Bacillota törzsön belül. Néhány jelentősebb ezek közül:
Bacilli, Bacillales rend
- Bacillus
- Listeria
- Staphylococcus

Bacilli, Lactobacillales rend
- Enterococcus
- Lactobacillus
- Lactococcus
- Leuconostoc
- Pediococcus
- Streptococcus

Clostridia
- Acetobacterium
- Clostridium
- Eubacterium
- Heliobacterium
- Heliospirillum
- Megasphaera
- Pectinatus
- Selenomonas
- Zymophilus
- Sporomusa

Erysipelotrichi
- Erysipelothrix

## Egészségügyi következmények
A Bacillota törzsről, mint a bélflóra részéről kimutatták, hogy szerepet játszik a tápanyagfelvételben és az elhízás kialakulásában.

## Laboratóriumi detektálásuk
Egészen a közelmúltig nem volt mód egy konkrét baktérium Bacillotához való tartozásának megállapítására, mivel a törzs fenotipikusan erősen széttagolt, a fajok és nemzetségek közötti plazmidcserék miatt. Mára azonban valós idejű PCR segítségével lehetővé vált a Bacillota-fajok jelenlétének detektálása.

## Fordítás
- Ez a szócikk részben vagy egészben a Firmicutes című angol Wikipédia-szócikk ezen változatának fordításán alapul.  Az eredeti cikk szerkesztőit annak laptörténete sorolja fel. Ez a jelzés csupán a megfogalmazás eredetét és a szerzői jogokat jelzi, nem szolgál a cikkben szereplő információk forrásmegjelöléseként.